# SNCASO SO-4050 Vautour
Die SNCASO SO-4050 Vautour (Geier) war ein zweistrahliges Mehrzweckkampfflugzeug des französischen Herstellers Sud-Ouest.

## Beschreibung
Der SO-4050 Vautour gingen diverse Versuchsflugzeuge voraus, aus denen wertvolle Erfahrungen für die Vautour gewonnen werden konnten. Der Mitteldecker erhielt wie die Versuchsflugzeuge um 35 Grad zurückgepfeilte Tragflächen und Leitwerksflächen. Das Einziehfahrwerk bestand aus zwei Hauptradpaaren in Tandemanordnung und kleinen Auslegerbeinen, die in die Triebwerksgondeln eingefahren werden konnten. Die erste SO-4050 absolvierte ihren Erstflug am 16. Oktober 1952.

## Einsatz
Neben den französischen setzten auch die israelischen Luftstreitkräfte die SO-4050 Vautour ein. Die französischen Luftstreitkräfte erhielten 1958 die ersten Maschinen. Erst im Jahr 1979 wurden die letzten SO-4050 Vautour ausgemustert. Von den französischen Streitkräften wurde das Flugzeug nie bei Kampfhandlungen eingesetzt. Israel setzte die SO-4050 Vautour im Sechstagekrieg und im Abnutzungskrieg gegen Ägypten ein und soll dabei 17 Maschinen verloren haben – zwei davon konnten nach den Kampfhandlungen wieder einsatzbereit gemacht werden. Im Jahr 1971 wurden in Israel schließlich alle Vautours ausgemustert und durch die modernere und leistungsstärkere A-4 Skyhawk aus US-amerikanischer Produktion ersetzt.

## Varianten

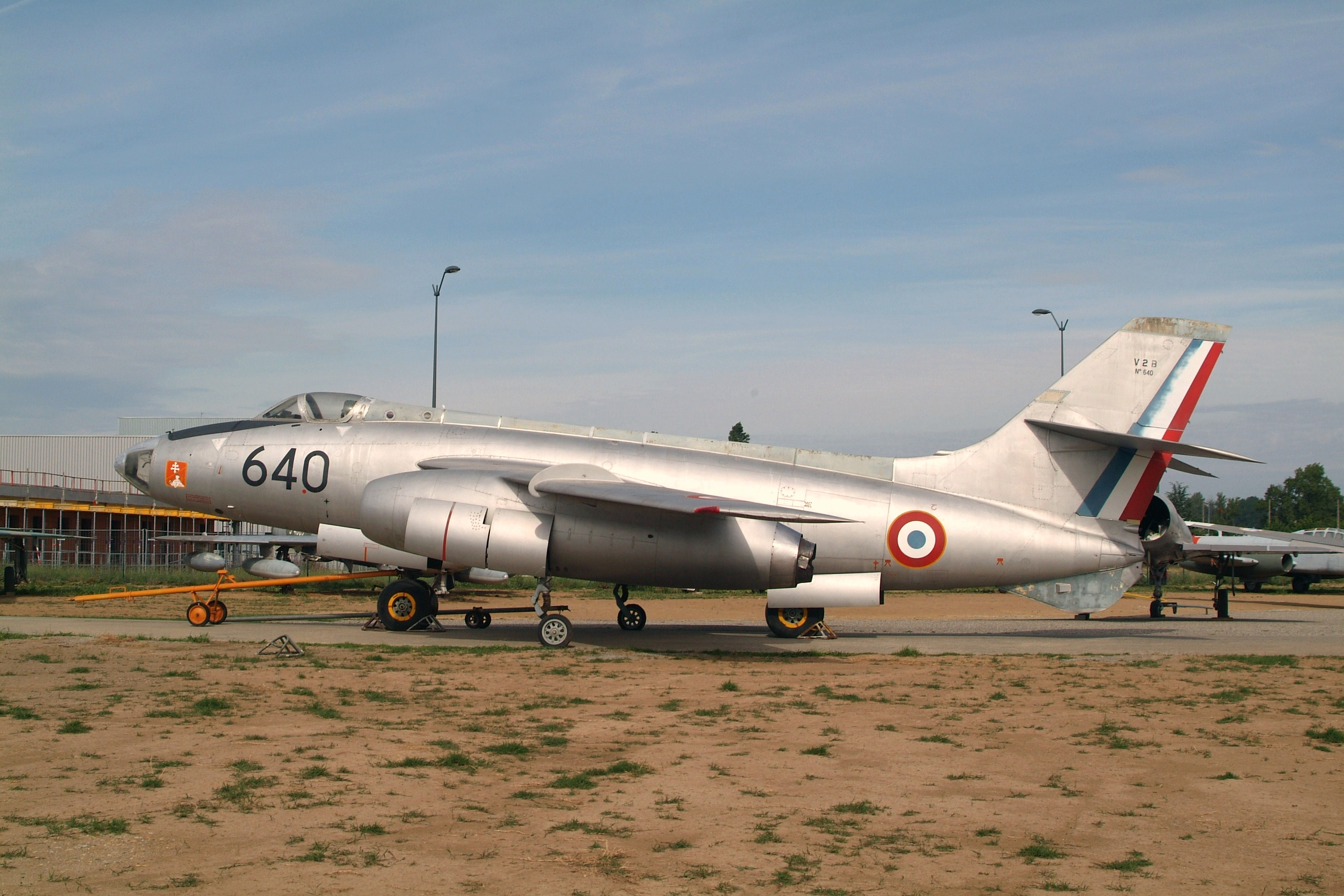
Vautour IIB

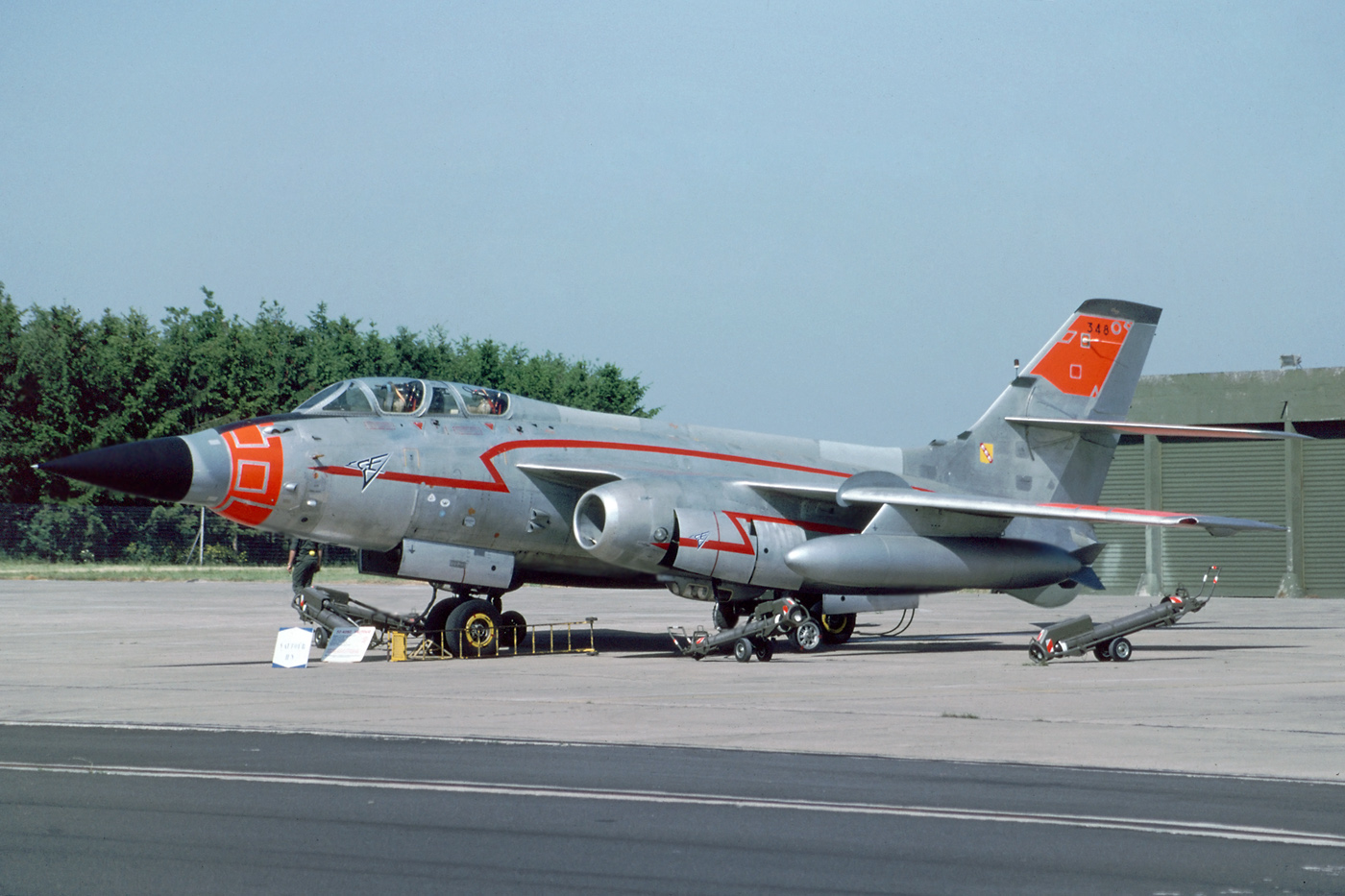
Für Radartests modifizierte Vautour IIN mit dem Bug der Mirage F1, Reims 1991

- SO-4050-01: zweisitziger Jagdflugzeugprototyp mit zwei Turbojet-Triebwerken SNECMA Atar 101B, die jeweils eine Schubkraft von 23,5 kN entwickelten. Der Erstflug war am 16. Oktober 1952. Nur ein Prototyp wurde hergestellt.
- SO-4050-02: einsitzige Variante zur Luftnahunterstützung, die von zwei Atar-101D-Turbojet-Triebwerken angetrieben wurde, die jeweils eine Schubkraft von 27,6 kN entwickelten. Der Erstflug des einzigen Prototyps dieser Variante war am 16. Dezember 1953.
- SO-4050-03: zweisitzige Bombervariante, die von zwei Wright-J65-Turbojet-Triebwerken angetrieben wurde. Der Erstflug des einzigen Prototyps dieser Variante war am 5. Dezember 1954.

In der Serienfertigung wurde das Flugzeug in drei Versionen hergestellt, die sich nur geringfügig voneinander unterschieden.
- IIA: einsitzige Variante zur Luftnahunterstützung, die mit vier 30-mm-Kanonen und Bomben bewaffnet war, die entweder im Flugzeug oder unter den Tragflächen angebracht waren.
- IIN: zweisitziger Abfangjäger, mit entweder einem DRAC-25AI- oder DRAC-32AI-Radar in der Flugzeugnase. Die Bewaffnung bestand aus einer Kanone und Luft-Luft-Raketen. Die Bezeichnung wurde später in II-1N abgeändert.
- IIB: zweisitziger Bomber.

Daneben wurden einige Flugzeuge in Spezialvarianten umgerüstet, so zum Beispiel als ECM- oder Aufklärungsflugzeug.
Produktionszahlen
Insgesamt wurden 149 Flugzeuge in folgenden Varianten gebaut:
- Prototypen: 3
- Vorserienmaschinen: 6
- IIA: 30 (13 für Frankreich, 17 für Israel)
- IIB: 40 (36 für Frankreich, 4 für Israel)
- IIN: 70 (63 für Frankreich, 7 für Israel)

## Technische Daten
| Kenngröße                | Daten der Vautour IIA                                                   |
| ------------------------ | ----------------------------------------------------------------------- |
| Besatzung                | 1                                                                       |
| Länge                    | 15,57 m                                                                 |
| Spannweite               | 15,10 m                                                                 |
| Flügelfläche             | 45 m²                                                                   |
| Flügelstreckung          | 5,07                                                                    |

Dreiseitenansicht Vautour IIN

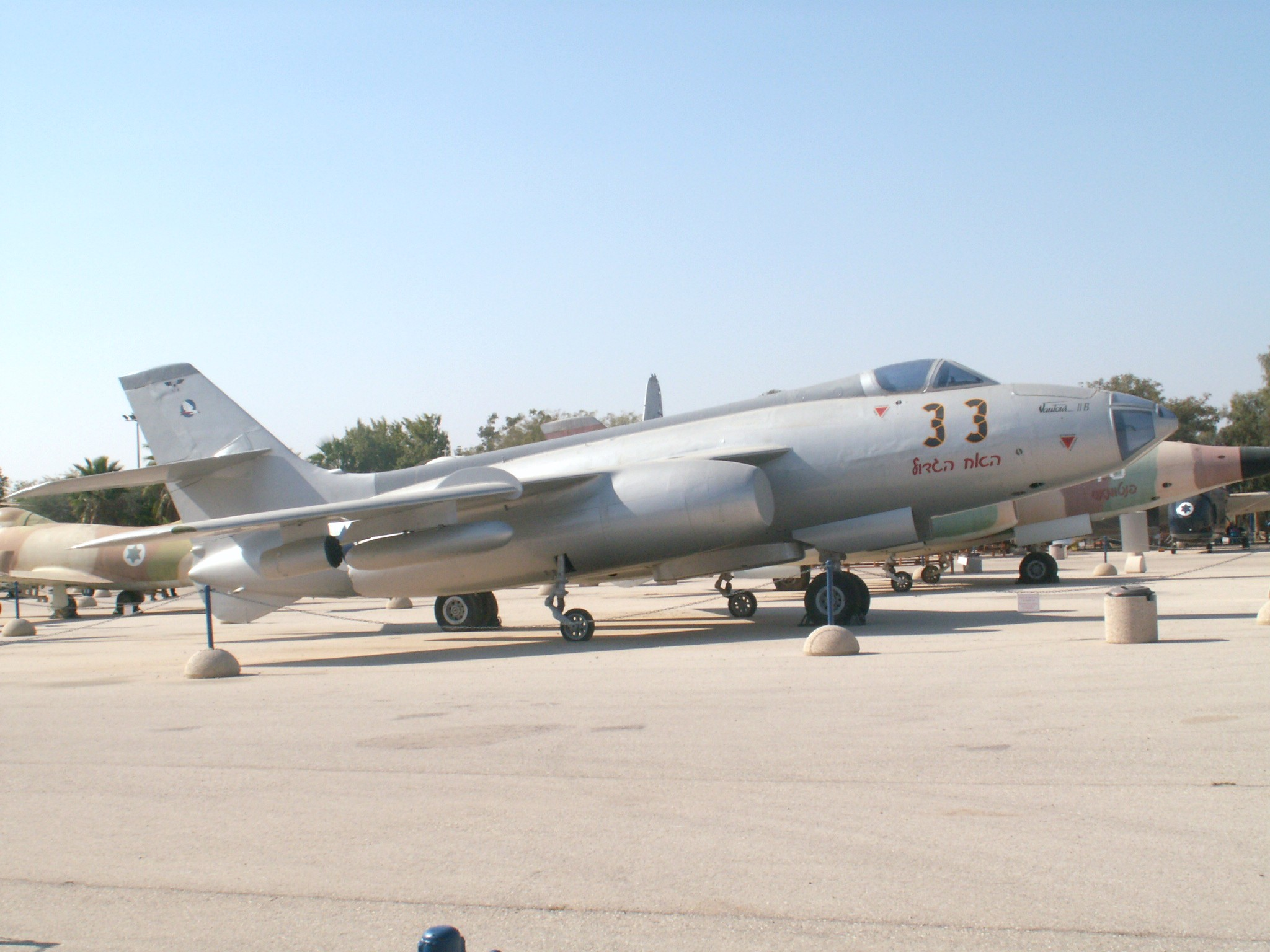
Eine israelische Vautor der 110. Staffel „Knights Of The North“ von Ramat David im IAF-Museum auf Chazerim

| Tragflächenbelastung     | - minimal (Leermasse): 222 kg/m² - maximal (max. Startmasse): 467 kg/m² |
| Höhe                     | 4,94 m                                                                  |
| Leermasse                | 10.000 kg                                                               |
| max. Startmasse          | 21.000 kg                                                               |
| Höchstgeschwindigkeit    | Mach 0,9 (auf Meereshöhe)                                               |
| Dienstgipfelhöhe         | 15.200 m                                                                |
| Steigleistung            | 60 m/s                                                                  |
| max. Reichweite          | 5.400 km                                                                |
| Triebwerke               | zwei Turbojettriebwerke SNECMA Atar 101E-3 mit jeweils 34,3 kN Schub    |
| Schub-Gewicht-Verhältnis | - maximal (Leermasse): 0,7 - minimal (max. Startmasse): 0,33            |

## Bewaffnung
Die Bewaffnung der Variante SO-4050 Vautour IIA bestand aus vier 30-mm-DEFA-Kanonen mit je 100 Schuss und Bomben, die entweder im Flugzeug und/oder unter den Tragflächen mitgeführt werden konnten. In der Maschine betrug die maximale Bombenlast 2725 kg und außerhalb des Flugzeugs 4400 kg. Weiter konnte die Vautour einen einfahrbaren Rumpfbehälter für 122 × 68 mm SNEB-Raketen im Waffenschacht mitführen.